# Ugo Foscolo
Ugo Foscolo (tiếng Ý: [ˈuɡo ˈfoskolo]; 6 tháng 2 năm 1778 tại Zakynthos – 10 tháng 9 năm 1827 tại Turnham Green), tên lúc sinh là Niccolò Foscolo, là một nhà thơ, nhà cách mạng và nhà văn người Ý.
Ông được nhớ tới đặc biệt cho sách thơ năm 1807 của mình Dei sepolcri.